# Femi Claudius Cole
Femi Claudius Cole, née en 1962, est une femme politique sierra-léonaise. En 2016, elle fonde le Parti de l'unité, ce qui fait d'elle la première femme sierra-léonaise à créer un parti politique, et la seule femme chef de parti en Sierra Leone à l’époque. En 2018, elle est la première femme à se présenter à l’élection présidentielle de la Sierra Leone.

## Biographie
Olufemi Claudius-Cole est née en 1962 de Rosalind et du docteur A.B. Claudius Cole, un médecin.
Elle devient infirmière pendant plus de vingt ans, en Sierra Leone et à l'étranger.
Les écarts entre les services de santé disponibles pour les riches et les pauvres en Sierra Leone, le taux élevé de mortalité maternelle et le taux élevé de décès dus à des maladies évitables ou traitables motivent son intérêt pour la politique,. Elle envisage d'adhérer à un parti politique en 2013, mais n'en trouve aucun qui lui convient en termes de programme.
Elle fonde le Parti de l'unité en novembre 2016,. Elle commence une campagne présidentielle pour l’élection de 2018, avant même que le parti ne soit officiellement enregistré en octobre 2017. Elle fait d’intimidations et est plusieurs emprisonnée, mais maintient cette candidature
L'objectif du Parti de l'unité est de rassembler les Sierra-Léonais de tous les groupes ethniques dans un effort commun pour améliorer le pays. Le programme de ce parti se concentre principalement sur l'éducation, la santé, la création d'emplois et l'augmentation du commerce international. Elle reçoit le soutien d'Isata Jabbie Kabbah, une autre personnalité politique et une ancienne première dame de Sierra Leone, et du Dr Nemata Majeks Walker, fondateur du groupe 50/50 de Sierra Leone.
Le Parti de l'unité ne remporte qu’un score modeste, 0,2 % des voix, lors de ces élections générales de 2018 (élections regroupant la présidentielle, les élections législatives, et les municipales).
En 2021, elle cofonde un Consortium des partis politiques progressistes, une alliance d'opposition. Finalement, un mois avant les nouvelles élections générales en 2023, son parti est exclu de la compétition électorale, « exclu des élections pour n'avoir pas respecté le protocole lors des scrutins - une allégation qu’elle conteste »,. Les partis d’opposition désignent alors d’autres candidats à la présidentielle, choisissant de partir désunis dans ce scrutin,. Parmi ces candidats, figurent une candidate, lye Kakay.